# Рихновски, Франтишек
Франтишек Дионизи де Велеград Рихновски (использовал псевдоним Икс вон Хир (анаграмма фамилии); около 1850 в Велеград — около 1929, Львов) — польский инженер и изобретатель.

## Биография
В 90-х годах XIX века он запатентовал печь центрального отопления и опубликовал своё изобретение в Техническом журнале (Czasopismo Techniczne).. Он был сотрудником Политехнического института во Львове и представлял свои изобретения на местной выставке политехнического общества в 1902 году. 

В 20-х годах XX века Рихновски опубликовал под псевдонимом за свой счёт две книги, в которых он описывал некоторые противоречивые теории. В книге «Mane tekel fares. Воспоминания из прошлого. Фрагменты достижений сорокалетних лечебных мероприятий» под академическим названием «Куршерство, шарлатанство и мошеннические суггестии» он описывает собственные методы лечения, а в книге «Научные реминисценции» свои научные теории. Также он был автором концепции этероида, жизненной энергии, которая по его предположению должна быть основой всех физических явлений и приравнивается к идеям Анри Бергсона или Вильгельма Райха. Имя львовского инженера и изобретателя несколько раз упоминается в фантастических рассказах Анджея Пилипюка.